# Джуно-Ридж
Джуно-Ридж (англ. Juno Ridge) — статистически обособленная местность, расположенная в округе Палм-Бич (штат Флорида, США) с населением в 742 человека по статистическим данным переписи 2000 года.

## География
По данным Бюро переписи населения США статистически обособленная местность Джуно-Ридж имеет общую площадь в 0,26 квадратных километров, водных ресурсов в черте населённого пункта не имеется.
Статистически обособленная местность Джуно-Ридж расположена на высоте 4 м над уровнем моря.

## Демография
По данным переписи населения 2000 года в Джуно-Ридж проживало 742 человека, 169 семей, насчитывалось 395 домашних хозяйств и 429 жилых домов. Средняя плотность населения составляла около 2853,85 человека на один квадратный километр. Расовый состав населённого пункта распределился следующим образом: 93,26 % белых, 1,89 % — чёрных или афроамериканцев, 0,13 % — коренных американцев, 0,81 % — азиатов, 0,54 % — выходцев с тихоокеанских островов, 1,62 % — представителей смешанных рас, 1,75 % — других народностей. Испаноговорящие составили 5,66 % от всех жителей статистически обособленной местности.
Из 395 домашних хозяйств в 22,3 % воспитывали детей в возрасте до 18 лет, 23,5 % представляли собой совместно проживающие супружеские пары, в 13,7 % семей женщины проживали без мужей, 57,0 % не имели семей. 43,8 % от общего числа семей на момент переписи жили самостоятельно, при этом 6,3 % составили одинокие пожилые люди в возрасте 65 лет и старше. Средний размер домашнего хозяйства составил 1,88 человек, а средний размер семьи — 2,60 человек.
Население статистически обособленной местности по возрастному диапазону по данным переписи 2000 года распределилось следующим образом: 18,1 % — жители младше 18 лет, 10,0 % — между 18 и 24 годами, 44,2 % — от 25 до 44 лет, 20,2 % — от 45 до 64 лет и 7,5 % — в возрасте 65 лет и старше. Средний возраст жителей составил 35 лет. На каждые 100 женщин в Джуно-Ридж приходилось 116,3 мужчин, при этом на каждые сто женщин 18 лет и старше приходилось 120,3 мужчин также старше 18 лет.
Средний доход на одно домашнее хозяйство статистически обособленной местности составил 37 727 долларов США, а средний доход на одну семью — 50 000 долларов. При этом мужчины имели средний доход в 29 917 долларов США в год против 27 065 долларов среднегодового дохода у женщин. Доход на душу населения статистически обособленной местности составил 37 727 долларов в год. 1,8 % от всего числа семей в населённом пункте и 9,4 % от всей численности населения находилось на момент переписи населения за чертой бедности, при этом 6,4 % из них были моложе 18 лет и 15,7 % — в возрасте 65 лет и старше.